# Oswaldia valida
Oswaldia valida là một loài ruồi trong họ Tachinidae.